# Kagaku Sentai Dynaman
Kagaku Sentai Dynaman (jap. 科学戦隊ダイナマン Kagaku Sentai Dainaman; Naukowy Oddział Bojowy Dynaman) – japoński serial z gatunku tokusatsu z roku 1983. Jest siódmym serialem z sagi Super Sentai stworzonym przez Toei Company. Emitowany na kanale TV Asahi od 5 lutego 1983 roku do 28 stycznia 1984. Serial liczył 51 odcinków.

## Fabuła
Imperium Jashinka powstaje z podziemia aby podbić świat. Aby ich powstrzymać, doktor Kyuutaro Yumeno zbiera 5 wynalazców-marzycieli w jego laboratorium. Piątka młodych ludzi staje się Dynamanami. Mimo że mają różne marzenia, muszą wspólnie walczyć przeciw Jashince.

## Dynamani
- Hokuto Dan (jap. 弾 北斗 Dan Hokuto) / Dyna Czerwony (jap. ダイナレッド Daina Reddo; Dyna Red) – pochodzi z Hokkaido. Odpowiedzialny przywódca o silnych myślach i woli. Mistrz kendo, zajmuje się również motocrossem. W młodości stracił matkę. Jego marzenie to stworzenie silnika, który nie tworzyłby zanieczyszczeń.
- Ryū Hoshikawa (jap. 星川 竜 Hoshikawa Ryū) / Dyna Czarny (jap. ダイナブラック Daina Burakku; Dyna Black) – astronom, potomek ninja ze szkoły Iga. Zna wiele sztuk ninja. Jest wesoły. Jego marzeniem jest kontakt z kosmitami. Pełni funkcję zastępcy przywódcy.
- Yōsuke Shima (jap. 島 洋介 Shima Yōsuke) / Dyna Niebieski (jap. ダイナブルー Daina Burū; Dyna Blue) – surfer i pływak z Ishigaki. Ma dużą wiedzę na temat istot żyjących pod wodą. Jest osobą, która mimo popełniania błędów chce je zawsze naprawić. Jego marzeniem jest stworzenie sztucznych skrzeli, które pozwoliłyby oddychać ludziom pod wodą.
- Kōsaku Nangō (jap. 南郷 耕作 Nangō Kōsaku) / Dyna Żółty (jap. ダイナイエロー Daina Ierō; Dyna Yellow) – miłośnik natury, pochodzi z Kiusiu, najsilniejszy fizycznie z drużyny. Udaje głupiego, ale naprawdę jest poważny. Jego marzeniem jest wyhodowanie nowych gatunków roślin.
- Rei Tachibana (jap. 立花 レイ Tachibana Rei) / Dyna Różowy (jap. ダイナピンク Daina Pinku; Dyna Pink) – mistrzyni szermierki. Pacyfistka, lecz potrafi walczyć w obronie świata. Marzy o stworzeniu urządzenia, które pozwalałoby ludziom rozmawiać ze zwierzętami. Rei pojawia się także w filmie Gokaiger vs Goseiger.

### Wsparcie
- Dr. Kyūtarō Yumeno (jap. 夢野久太郎 Yumeno Kyūtarō) – naukowiec, twórca całego osprzętu Dynamanów. Marzy o tym by inni ludzie nie rezygnowali z marzeń.

### Arsenał
- Dyna Bransoletka – moduł przemiany i komunikacji Dynamanów noszony na prawej ręce.
- Dyna Rod – pistolet Dynamanów z możliwością przekształcenia w krótki mieczyk. Każdy Dyna Rod strzela inną wiązką energii.
- Dyna Pięść – Dynamani napinają mięśnie ręki, dzięki czemu mogą silnie zaatakować pięścią.

### Mechy
- Dyna Robot (jap. ダイナロボ Daina Robo) – gigantyczny robot Dynamanów. Uzbrojony jest w Miecz Naukowy (科学剣 Kagakuken), Dyna Tarczę, Dyna Pięści, Dyna Bumerang i Dyna Młot.
  - Dyna Mach (jap. ダイナマッハ Daina Mahha) – samolot pilotowany przez Dyna Czerwonego. Formuje głowę Dyna Robota.
  - Dyna Mobil (jap. ダイナモビル Daina Mobiru) – opancerzony pojazd należący do Dyna Czarnego i Dyna Niebieskiego. Formuje tors i ręce Dyna Robota.
  - Dyna Ciężarówka (jap. ダイナギャリー Daina Gyarī; Dyna Garry) – ciężarówka należąca do Dyna Żółtego i Dyna Różowego. Formuje nogi Dyna Robota.
- Dy Jupiter (jap. ダイジュピター Dai Jupitā) – maszyna transportująca części robota

## Jashinka
Są to humanoidalne istoty powstałe z gadów, które przybyły na Ziemię w starożytności w celu jej podbicia.
- Cesarz Aton (jap. 帝王アトン Teiō Aton) – przywódca Imperium, który ma 9 ogonów. Jego celem jest zdobycie dziesiątego, który według legendy daje wieczne życie i ogromną moc. Uzbrojony jest w miecz i moce paranormalne. Jego zło jest ogromne. Ginie zabity przez własnego syna w 50 odcinku.
- Generał Kar (jap. カー将軍 Kā Shōgun) – prawa ręka Atona i jego zastępca. Ma 7 ogonów. Jest odpowiedzialny za tworzenie potworów. Bardzo lojalny swojemu panu. Ginie zabity przez Megida i Chimerę w 49 odcinku.
- Książę Megido (jap. メギド王子 Megido Ōji) – syn Atona. Na początku miał 5 ogonów, przy czym stracił jeden podczas walki z Dyna Czerwonym. Uważał, że przez to zhańbił się i szykuje zemstę na wojowniku. Przegrywa głównie przez swoją arogancję. W 38 odcinku w wyniku procesu traci wszystkie ogony, dostaje się do więzienia a potem ucieka i staje się Ciemnym Rycerzem, który jest przeciwnikiem i Dynamanów i Jashinki. Kradnie broń ojcu i niedługo później go zabija. Ginie wraz z Chimerą w ostatnim odcinku.
- Księżniczka Chimera (jap. 王女キメラ Ōjo Kimera) – kuzynka Megida, mistrzyni w oszukiwaniu ludzi. Ma 4 ogony. Rywalka Dyna Różowego. Podobnie jak jej kuzyn jest arogancka i brutalna, przez co obydwoje łączą siły i obydwoje giną w ostatnim odcinku.
- Zenobia (jap. ゼノビア Zenobia) – dawniej spiskowała przeciw Atonowi, jednak po wyjściu z więzienia postanowiła przyłączyć się do niego. Ma 7 ogonów jednak tak jak Aton dąży do osiągnięcia dziesiątego. Jej właściwym celem jest obalenie Atona i objęcie tronu. Działa w ukryciu i jest szpiegowana przez Megida. Ginie w 50 odcinku, kiedy wykształca jej się 10 ogon.
- Ogonożołnierze (jap. シッポ兵 Shippo Hei) – piechota Jashinki.

## Obsada
- Satoshi Okita – Hokuto Dan / Dyna Czerwony
- Jun'ichi Haruta – Ryū Hoshikawa / Dyna Czarny
- Kōji Unogi – Yōsuke Shima / Dyna Niebieski
- Yū Tokita – Kōsaku Nangō / Dyna Żółty
- Sayoko Hagiwara – Rei Tachibana / Dyna Różowa
- Junji Shimada – Doktor Yumeno
- Takeshi Watabe – Cesarz Aton (głos)
- Masashi Ishibashi – Generał Kar
- Takeki Hayashi – Książę Megido
- Michirō Iida – Ciemny Rycerz (głos)
- Mari Kōno – Księżniczka Chimera
- Ritsuko Fujiyama – Generał Zenobia

### Aktorzy kostiumowi
- Kazuo Niibori – Dyna Czerwony
- Jun'ichi Haruta – Dyna Czarny
- Tsutomu Kitagawa – Dyna Czarny
- Kōji Unogi – Dyna Niebieski
- Takanori Shibahara – Dyna Żółty
- Michihiro Takeda – Dyna Różowa
- Shinobu Shimura – Dyna Różowa
- Hideaki Kusaka:
  - Cesarz Aton,
  - Dyna Robot
- Yoshinori Okamoto – Ciemny Rycerz

Źródło:

## Muzyka
Opening
- "Kagaku Sentai Dynaman" (jap. 科学戦隊ダイナマン Kagaku Sentai Dainaman)

Słowa: Kazuo Koike
Kompozycja i aranżacja: Kensuke Kyō
Wykonanie: MoJo, (chór) Koorogi '73
Ending
- "Yume o Kanaete Dynaman" (jap. 夢をかなえてダイナマン Yume o Kanaete Dainaman)

Słowa: Kazuo Koike
Kompozycja i aranżacja: Kensuke Kyō
Wykonanie: MoJo